# Alex Cook
Alex Cook – australijski zapaśnik walczący w stylu klasycznym. Zajął osiemnaste miejsce na mistrzostwach świata w 2003. Brązowy medalista mistrzostw Oceanii w 1999 roku.